# Stadion Miejski w Lenkoranie
Stadion Miejski – stadion piłkarski w mieście Lenkoran, w Azerbejdżanie. Może pomieścić 15 000 widzów. Został otwarty w 2006 roku. Swoje spotkania rozgrywa na nim drużyna Xəzər Lenkoran. Obiekt był jedną z aren kobiecych Mistrzostw Świata U-17 2012. Odbyły się na nim trzy spotkania fazy grupowej i jeden ćwierćfinał turnieju.